# Zygothrica pallidipoeyi
Zygothrica pallidipoeyi är en tvåvingeart som beskrevs av Burla 1956. Zygothrica pallidipoeyi ingår i släktet Zygothrica och familjen daggflugor. Inga underarter finns listade i Catalogue of Life.